# The Winter Album
The Winter Album е първата компилация на американската поп-група Ен Синк издадена през ноември 1998 година. Албумът е издаден в териториите на останалите държави по света.

## Списък с песните
1. „U Drive Me Crazy“ (радио редактиран)	– 3:34
2. „(God Must Have Spent) A Little More Time on You“ – 3:58
3. „I Drive Myself Crazy“ – 4:00
4. „Everything I Own“ – 3:59
5. „I Just Wanna Be with You“ – 4:03
6. „Kiss Me at Midnight“ – 3:28
7. „Merry Christmas, Happy Holidays“ – 4:12
8. „All I Want Is You This Christmas“ – 3:43
9. „Under My Tree“ – 4:32
10. „Love's in Our Hearts (On Christmas Day)“ – 3:54
11. „In Love on Christmas“ – 4:06
12. „The First Noel“ – 3:28